# Cratere Kartchner
Kartchner è un cratere sulla superficie di 243 Ida.